# Parque nacional Santa Rosa
El parque nacional Santa Rosa se localiza en Costa Rica, en la provincia de Guanacaste a unos 50 km al norte de la ciudad de Liberia. Funciona como territorio geoparque con una extensión de 38,674 hectáreas (95,6 acre) terrestres y 78 000 hectáreas (192 742 acre) de territorio marino. Se encuentra dentro del Área de Conservación de Guanacaste.

## Historia
Fue creado el 27 de marzo de 1971 con el objetivo de proteger, cuidar, y restaurar la Casona de Santa Rosa, Monumento Nacional (1 de julio de 1966), y los alrededores del histórico lugar donde se dio la famosa Batalla de Santa Rosa (20 de marzo de 1856). Más adelante, en 1980 el parque se amplió con la adición del sector Murciélago, para lograr una mayor cobertura de protección a las especies y a la vegetación de la zona, la cual está siendo destruida por la ganadería y el cultivo.

## Fauna y flora
El parque nacional Santa Rosa protege grandes fragmentos de bosque tropical (bosque que anteriormente cubría todo Guanacaste). Contiene unas 125 especies de fabáceas y más de 600 especies de angiospermas lo que constituye un 20% de la flora del parque.
Este bosque da cobijo a una amplia variedad de vida salvaje, destacan entre los mamíferos los jaguares, pumas, dantas, venados y pecaríes. Entre las aves, pavones, urracas, tucanes, águilas pescadoras, etc. Entre los reptiles destacan las tortugas carey, baula, verde y lora. El parque es también abundante en especies de insectos láridos y predadores de semillas como los gorgojos.
El parque forma un corredor biológico con el parque nacional Guanacaste y el parque nacional Rincón de la Vieja, sumando entre los tres parques un total de 120.000 ha terrestres y 70.000 ha marinas.
El parque también tiene manglares.